# Nagrade Združenja dramskih umetnikov Slovenije
Strokovna komisija za nagrade Združenja dramskih umetnikov Slovenije (ZDUS) podeljuje vsako leto dvoje priznanj za igralske dosežke in dvoje priznanj za neigralske dosežke s področja gledališča. Nagrada se podeljuje ob svetovnem dnevu gledališča 27. marca.
- Odličje Marija Vera nosi ime po slovenski gledališki igralki in režiserki Mariji Veri, podeljuje se za igralski opus in je priznanje za življenjsko delo.

- Nagrada Duša Počkaj nosi ime po slovenski filmski in gledališki igralki Duši Počkaj, podeljujete se za igralske umetniške dosežke uprizorjene v zadnjih dveh letih.

- Nagrada Polde Bibič (Veliki bršljanov venec) ime nosi ime po slovenskem gledališkem in filmskem igralcu Poldetu Bibiču, pred tem je bila nagrada poimenovana veliki bršljanov venec, podeljuje se za umetniške dosežke na področju režije, teoretične in praktične dramaturgije, scenografije, kostumografije, lektorstva, lutkovnih, radiofonskih, glasbenih, novomedijskih stvaritev itd.

- Nagrada Marko Slodnjak (Bršljanov venec) ime nosi po slovenskem publicistu in dramaturgu Marku Slodnjaku, pred tem je bila nagrada poimenovana bršljanov venec, podeljuje se za umetniške dosežke v obdobju dveh let na področju režije, teoretične in praktične dramaturgije, scenografije, kostumografije, lektorstva, lutkovnih, radiofonskih, glasbenih, novomedijskih stvaritev itd.

## Prejemniki nagrad
| Leto | odličje Marija Vera | nagrada Duša Počkaj            | nagrada Polde Bibič | nagrada Marko Slodnjak |
| ---- | ------------------- | ------------------------------ | ------------------- | ---------------------- |
| 2025 | Milena Zupančič     | Tina Vrbnjak Barbara Medvešček | Ira Ratej           | Simona Semenič         |
| 2024 | Željko Hrs          | Jernej Gašperin Saša Tabaković | Draga Potočnjak     | Nina Šorak             |
| 2023 | Milada Kalezić      | Jana Zupančič Tamara Avguštin  | Dušan Mlakar        | Jera Ivanc             |
| 2022 | Jožica Avbelj       | Iva Krajnc Bagola Vito Weiss   | Marjan Kravos       | ni bila podeljena      |
| 2021 | Marko Mlačnik       | Ana Facchini Nina Valič        | Darja Hlavka Godina | Ivana Djilas           |
| 2020 | Marijana Brecelj    | Blaž Setnikar Liza Marijina    | Aleš Jan            | Tomi Janežič           |
| 2019 | Vladimir Jurc       | Mirjam Korbar Branko Završan   | Marija Vidau        | Tatjana Stanič         |

| Leto | odličje Marija Vera  | nagrada za igralske dosežke v minulem letu                                        | veliki bršljanov venec                                 | bršljanov venec   |
| ---- | -------------------- | --------------------------------------------------------------------------------- | ------------------------------------------------------ | ----------------- |
| 2018 | Andrej Kurent        | Aljoša Ternovšek Jurij Zrnec                                                      | Livija Pandur                                          | Ivan Peternelj    |
| 2017 | Peter Boštjančič     | Arna Hadžialjević Gregor Gruden                                                   | Jana Osojnik                                           | Petra Pogorevc    |
| 2016 | Stannia Boninsegna   | Damjana Černe Matej Puc                                                           | zaradi pomanjkanja predlogov odličje ni bilo podeljeno | Nebojša Pop-Tasić |
| 2015 | Olga Grad            | Vladimir Vlaškalić Nika Rozman                                                    | Balbina Battelino Baranovič                            | Neda Rusjan Bric  |
| 2014 | Evgen Car            | Mateja Pucko Nina Ivanišin                                                        | Barbara Pavlin                                         | Vasilija Fišer    |
| 2013 | Ivo Barišič          | Vesna Jevnikar Aljaž Jovanović                                                    | Vili Ravnjak                                           | Tea Rogelj        |
| 2012 | Andrej Nahtigal      | Vesna Pernarčič Nina Rakovec                                                      | Marinka Poštrak                                        | Tatjana Ažman     |
| 2011 | Marinka Štern        | Maja Blagovič Kristijan Guček                                                     | Alja Predan                                            | Alen Jelen        |
| 2010 | Teja Glažar          | Neda Rusjan Bric Gašper Tič                                                       | Andrés Valdés y Fuentes                                |                   |
| 2009 | Marko Simčič         | Vesna Slapar Bojan Umek                                                           | Mojca Kreft                                            |                   |
| 2008 | Sandi Pavlin         | Helena Peršuh Uroš Fürst                                                          | Mateja Dermelj                                         |                   |
| 2007 | Nikolaj Jožef Goršič | Gregor Čušin Darja Reichman                                                       | Edi Majaron                                            |                   |
| 2006 | Anton Petje          | Lučka Počkaj Peter Musevski                                                       |                                                        |                   |
| 2005 | Adrijan Rustja       | Lara Jankovič Milan Štefe                                                         |                                                        |                   |
| 2004 | Maja Šugman          | Primož Pirnat Miha Nemec Tjaša Železnik Branko Jordan Barbara Vidovič             |                                                        |                   |
| 2003 | Mira Sardoč          | Rok Vihar Robert Waltl                                                            |                                                        |                   |
| 2002 | Miranda Caharija     | Maruša Geymayer Oblak Jure Ivanušič                                               |                                                        |                   |
| 2001 | Saša Miklavc         | Boris Kerč Alenka Nika Pirjevec                                                   |                                                        |                   |
| 2000 | Mina Jeraj           | Barbara Cerar Renato Jenček                                                       |                                                        |                   |
| 1999 | Jože Mraz            | Janez Starina Irena Varga                                                         |                                                        |                   |
| 1998 | Stane Leban          | Peter Ternovšek                                                                   |                                                        |                   |
| 1997 | Majolka Šuklje       | Urška Hlebec Miro Podjed                                                          |                                                        |                   |
| 1996 | Vera Per             | Barbara Jakopič Ivo Barišič                                                       |                                                        |                   |
| 1995 | Branko Miklavc       | Milada Kalezič Janez Eržen                                                        |                                                        |                   |
| 1994 | Mila Kačič           | Iztok Jereb Dario Varga                                                           |                                                        |                   |
| 1993 | Nace Simončič        | Matjaž Turk Olga Grad                                                             |                                                        |                   |
| 1992 | Jurij Souček         | Majda Grbac Uroš Maček                                                            |                                                        |                   |
| 1991 |                      | Jože Hrovat Jožef Ropoša Srečo Špik                                               |                                                        |                   |
| 1990 |                      | Maja Šugman Iztok Mlakar Ivan Rupnik                                              |                                                        |                   |
| 1989 |                      | Janez Albreht Rado Pavalec Pavle Ravnohrib                                        |                                                        |                   |
| 1988 |                      | Milena Grm Alojz Milič Andrej Nahtigal                                            |                                                        |                   |
| 1987 |                      | Minca Jeraj Maks Furjan Adrijan Rustja                                            |                                                        |                   |
| 1986 |                      | Angelca Hlebce Niko Goršič Vera Per                                               |                                                        |                   |
| 1985 |                      | Marinka Štern Jože Lončina Tone Homar                                             |                                                        |                   |
| 1984 |                      | Mija Mencelj Jadranka Tomažič Ivan Jezernik Alja Tkačev – za delo z mladimi       |                                                        |                   |
| 1983 |                      | Julij Guštin France Presetnik Stane Starešinič Vladimir Skrbinšek – ob 80-letnici |                                                        |                   |
| 1982 |                      | Saša Miklavc Sandi Pavlin Božo Vovk                                               |                                                        |                   |
| 1981 |                      | Majolka Šuklje Tone Kutner Peter Boštjančič                                       |                                                        |                   |
| 1980 |                      | Slavka Glavina Sonja Blaž Vladimir Jurc                                           |                                                        |                   |
| 1979 |                      | Kristijan Muck Nadja Vidmar Markovčič Ivo Leskovec                                |                                                        |                   |